# Semaeopus carnearia
Semaeopus carnearia là một loài bướm đêm trong họ Geometridae.